# Eumantispa moluccensis
Eumantispa moluccensis là một loài côn trùng trong họ Mantispidae thuộc bộ Neuroptera. Loài này được Handschin miêu tả năm 1961.